# Castillo de Brissac
El castillo de Brissac —en francés: Château de Brissac— es un castillo francés situado en la comuna de Brissac-Quincé, departamento de Maine-et-Loire, a unos quince kilómetros de Angers. Es Monumento histórico de Francia desde el 3 de noviembre de 1958.

## Historia
Esta edificación fue originalmente una fortaleza construida por el noble y jefe militar Fulco III, conde de Anjou en el siglo XI.
Después de la derrota inglesa por Felipe II de Francia, ésta es cedida a Guillermo des Roches.
El castillo fue adquirido en 1435 y reconstruido en 1455 por Pierre de Brézé, un rico ministro de Carlos VII de Francia. A la muerte de Brézé, acaecida en la batalla de Montlhéry por salvar al rey, su hijo Jacques heredó el castillo y se mudó con su esposa Charlotte de Valois —hija de Carlos VII y Agnès Sorel—, quien es asesinada por su esposo tras ser descubierta en una aventura amorosa con su amigo Pierre de Lavergnela noche del 31 de mayo al 1 de junio de 1477, . Actualmente existe una leyenda que señala que ella aparece vestida de blanco en noches de tormenta.
Durante el reinado de Francisco I de Francia entre 1515 y 1547, el castillo fue propiedad de René de Cossé, quien la adquirió en 1502 y fue nombrado gobernador de Maine y Anjou por el Rey Caballero. La edificación pasó entonces a la familia Cossé que luego adoptó el nombre de Brissac.
Durante las Guerras de religión, el nieto de René Carlos II de Cossé toma partido por la Santa Liga de París, y el castillo fue sitiado por el rey Enrique IV.
Después de pasarse al bando del rey en 1594, Cossé obtuvo el título de mariscal de Francia y retornó al castillo en 1606 encontrándolo muy dañado; en 1611 es nombrado duque de Brissac. En esta época, la fortaleza estuvo a punto de ser demolida, pero fue reconstruida bajo la dirección del arquitecto Jacques Corbineau haciendo un gran edificio. Al mismo tiempo, el duque de Brissac era nombrado secretario privado de los señores de Varennes, marqués de La Perriere.
En agosto de 1620, se realiza en el castillo una reunión de conciliación como «terreno neutral» entre Luis XIII y su madre María de Médici.
Los Cossé-Brissac conservaron el castillo hasta 1792. Durante la Revolución francesa, el edificio fue requisado y convertido en un acantonamiento para los «Bleus» de Vendée.
Tras ser saqueada por los revolucionarios, permaneció en este estado hasta 1844, cuando se diseñó e implementó un programa de restauración por parte de los Cossé-Brissac; así, el castillo recuperó su estructura tras la Revolución, manteniéndose hasta la actualidad.
En 1890 su propietaria —Jeanne-Marie Say (1848-1916), nieta del célebre refinador de azúcar Louis Say, viuda de primeras nupcias de Roland de Cossé, marqués de Brissac, en 1871 y luego vizcondesa Trédern— inauguró un teatro que acaparó dos plantas y que en 1983 fue restaurado.
El conde (?) de Brissac propuso que el castillo albergara obras de arte; así, recibió entre 1939 y 1940 el mobiliario de Versalles —guardado ahí en 1946 por la esposa de Gaston Brière, su ex conservador—, las obras de los museos Gustave Moreau, Nissim de Camondo, Artes decorativas, Châlons-en-Champagne, Palacio del Elíseo y Senado, Comédie-Française, de la legación suiza, de las embajadas de Argentina y Gran Bretaña y 65 colecciones privadas entre las que se encontraban André Lhote, Maurice Denis y Paul Valéry, entre otros, y el tesoro de la Catedral de Angers. 
Abierto al público, el castillo alberga el Festival anual del Valle del Loira.

## Arquitectura
Su arquitectura lo transforma en el castillo más alto de Francia, tiene siete plantas en total y doscientas salas, mientras que su fachada refleja las influencias de la época barroca. Tras el matrimonio, la familia Cossé-Brissac también se convierte en propietario del castillo de Montreuil-Bellay, que vendieron más tarde.

## Galería de imágenes

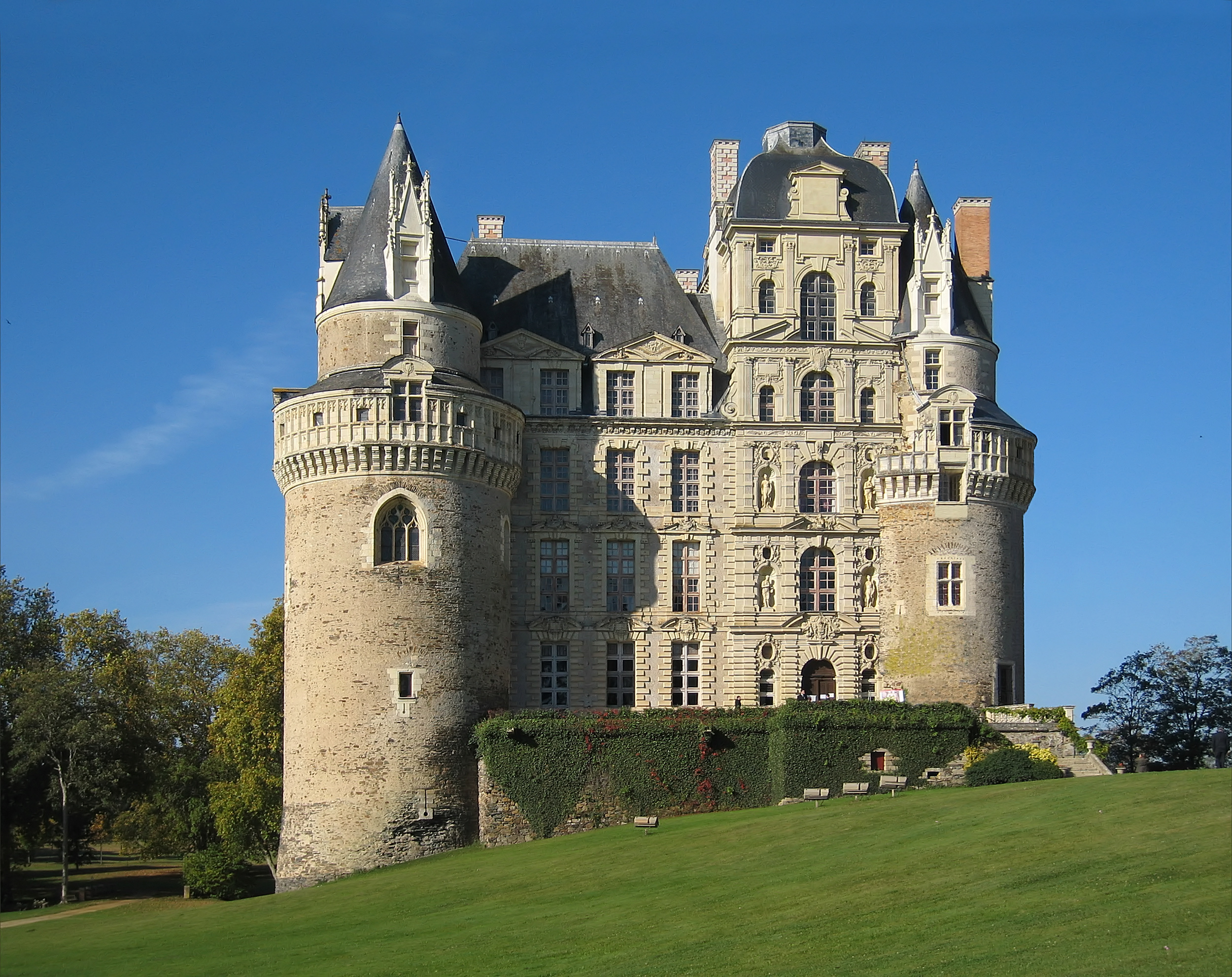
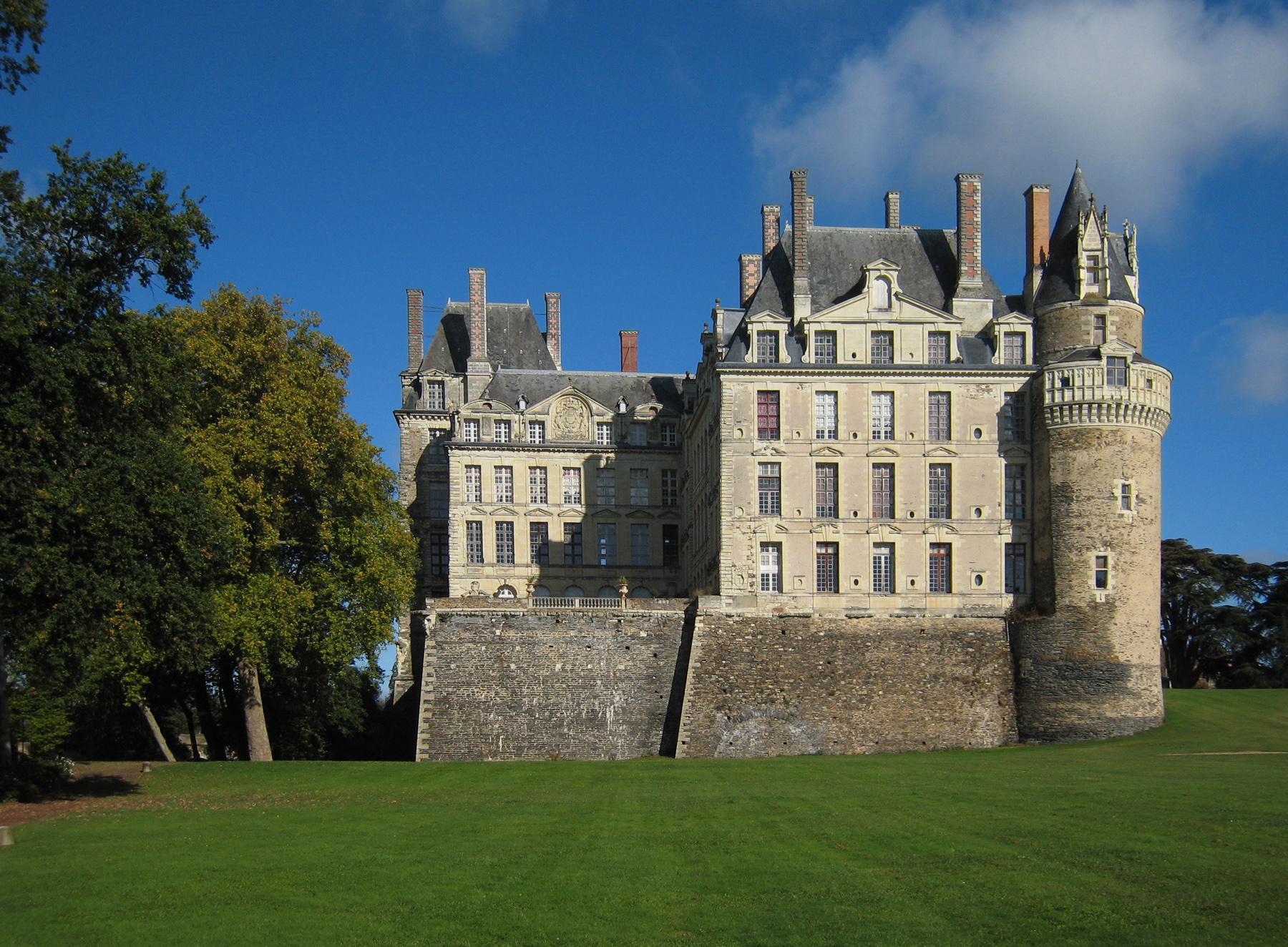
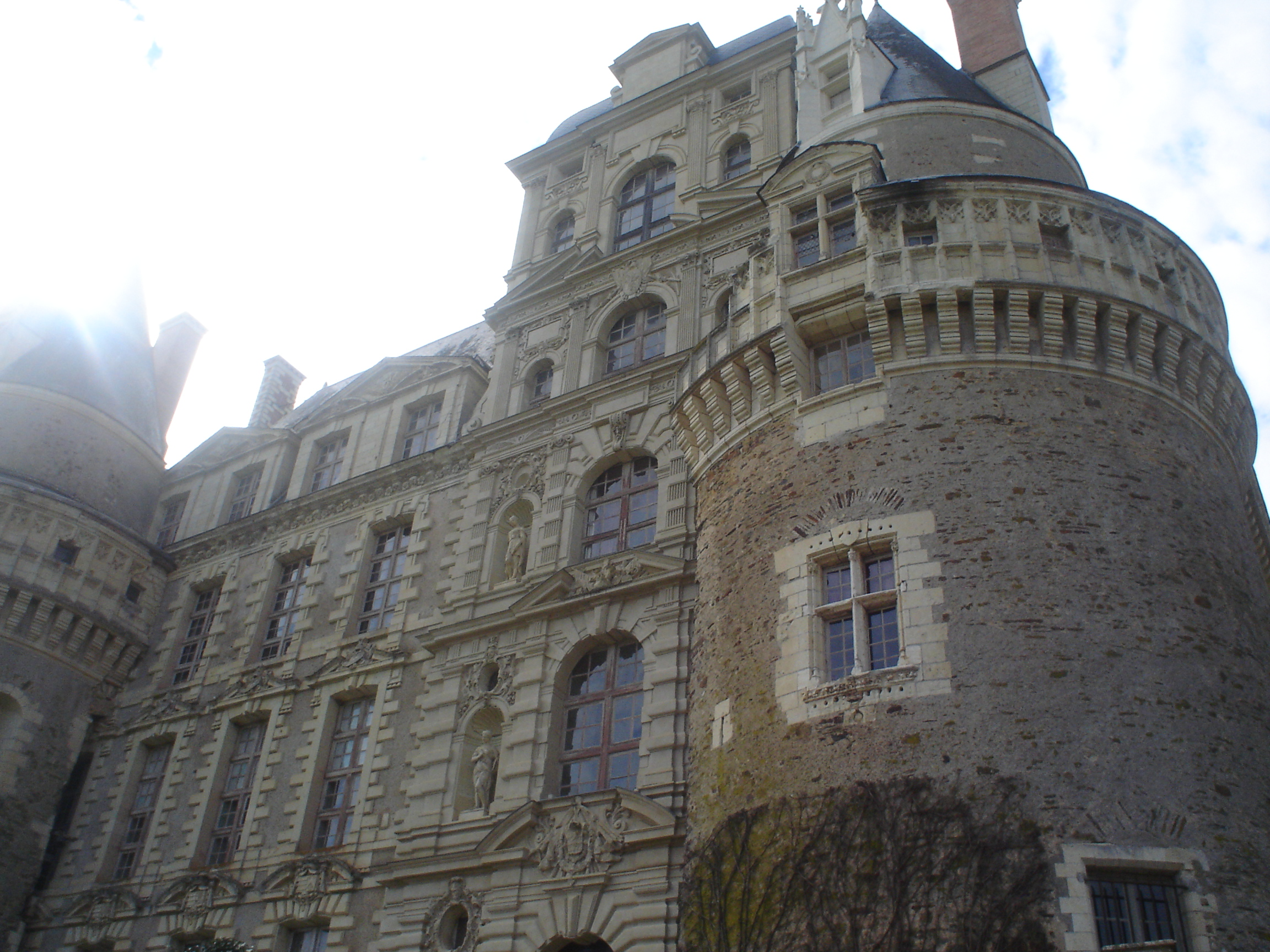
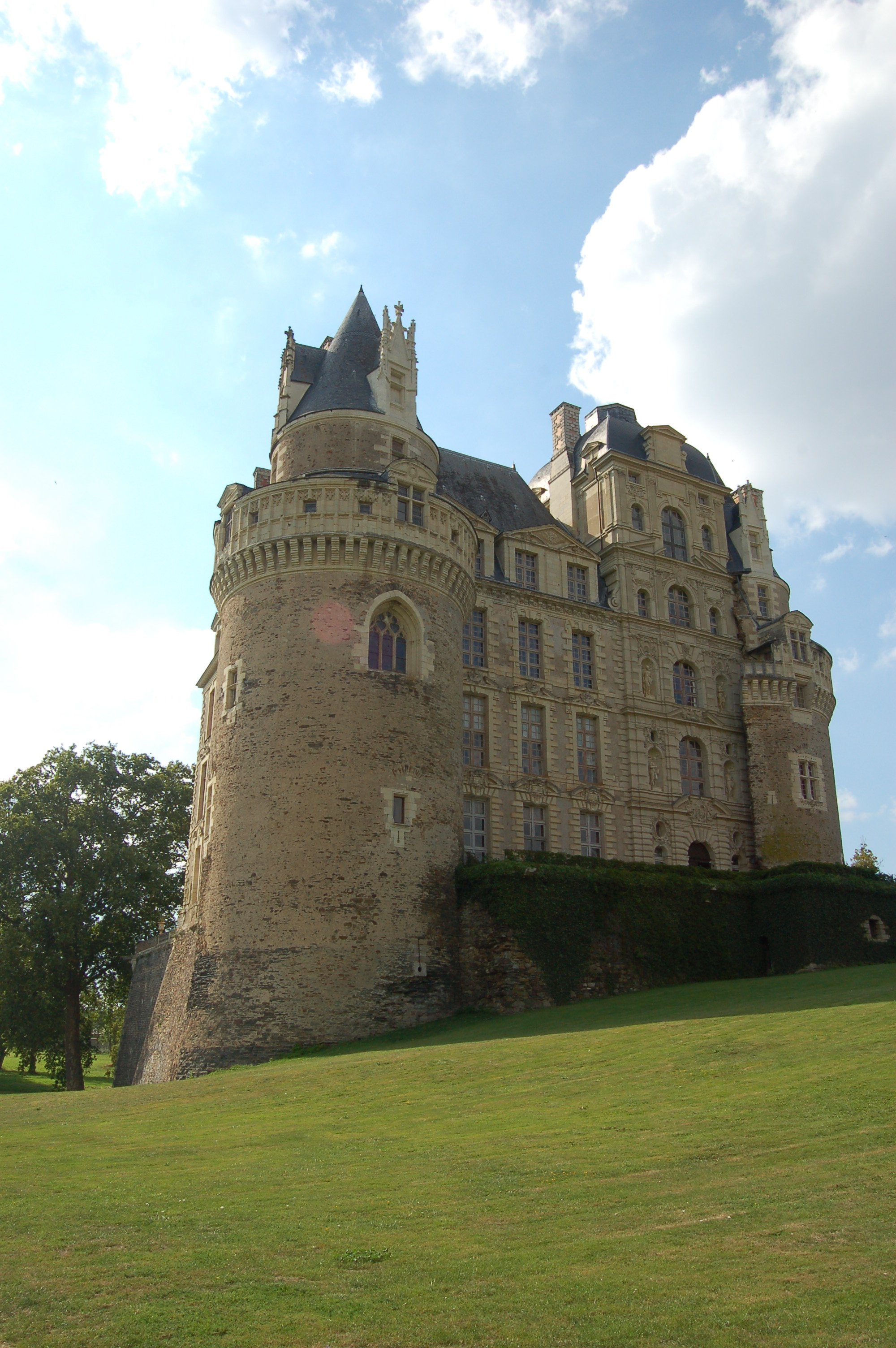
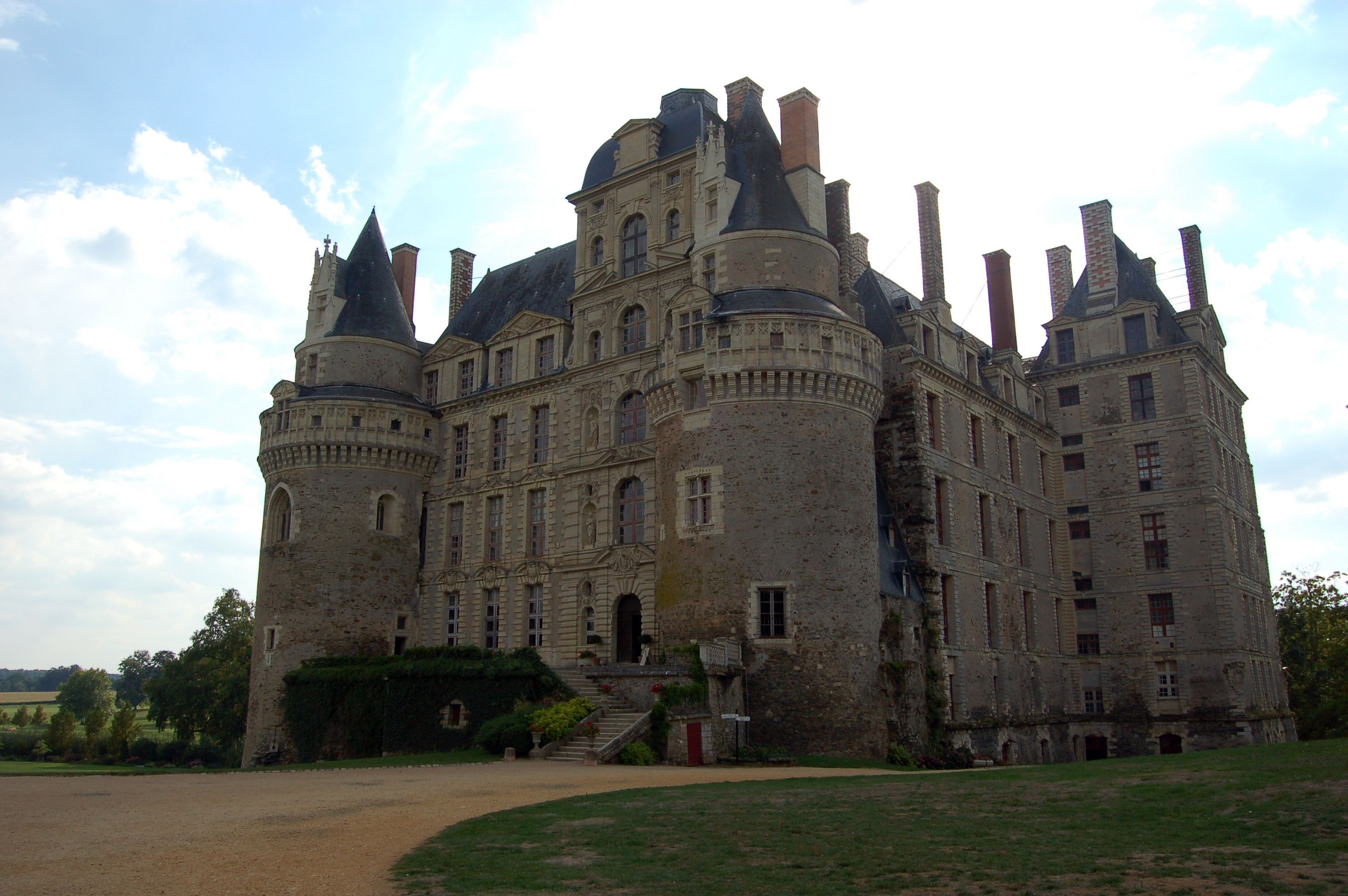
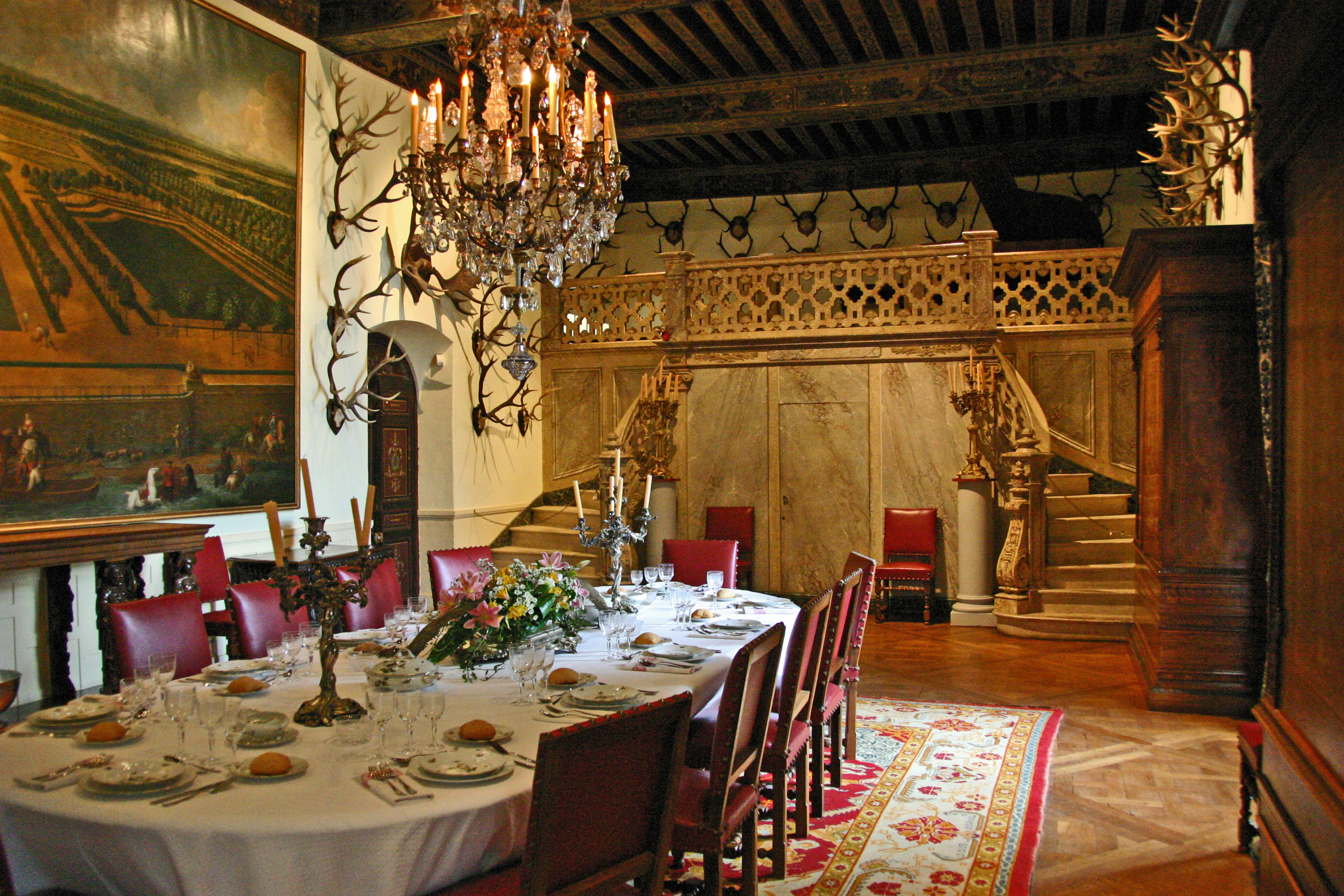